# Петронкі
Петронкі (пол. Pietronki, нім. Pietronke, 43-45: Petermannke) — село в Польщі, у гміні Ходзеж Ходзезького повіту Великопольського воєводства.
Населення — 167 осіб (2011).
У 1975-1998 роках село належало до Пільського воєводства.

## Демографія
Демографічна структура станом на 31 березня 2011 року:
|          | Загалом | Допрацездатний вік | Працездатний вік | Постпрацездатний вік |
| -------- | ------- | ------------------ | ---------------- | -------------------- |
| Чоловіки | 89      | 21                 | 62               | 6                    |
| Жінки    | 78      | 17                 | 46               | 15                   |
| Разом    | 167     | 38                 | 108              | 21                   |